# Endomia quinquemaculata
Endomia quinquemaculata es una especie de coleóptero de la familia Anthicidae.

## Distribución geográfica
Habita en Tailandia.